# Stranski Vrh
Stranski Vrh este o localitate din comuna Litija, Slovenia, cu o populație de 60 de locuitori.